# شهرستان هامفریز (میسیسیپی)
شهرستان هامفریز، میسیسیپی (به انگلیسی: Humphreys County, Mississippi) یک سکونتگاه مسکونی در ایالات متحده آمریکا است که در ایالت میسیسیپی واقع شده‌است.